# Mary-Ellen B. Taplin
Pour les articles homonymes, voir Taplin.
Mary-Ellen B. Taplin, née en 1962, est une oncologue, directrice de recherche clinique au Dana Farber Cancer Institute, à Boston, aux États-Unis.

## Carrière
Mary-Ellen B. Taplin a reçu son diplôme de médecine en 1986 de l'université du Massachusetts, à Worcester. Elle a complété sa résidence de médecine interne et sa résidence en chef à l'université du Massachusetts Medical Center et a bénéficié d'une bourse de recherche en oncologie-hématologie du Beth Israel Hospital et de la Harvard Medical School au Longwood Medical and Academic Area de Boston[réf. nécessaire].
De 1993 à 2003, à l'université du Massachusetts, Mary-Ellen B. Taplin a fait partie d'une équipe médicale d'oncologie-hématologie, d'abord comme assistante, puis professeure agrégée de médecine. Elle a ensuite rejoint l'Institut Dana-Farber Cancer.